# Appelboor

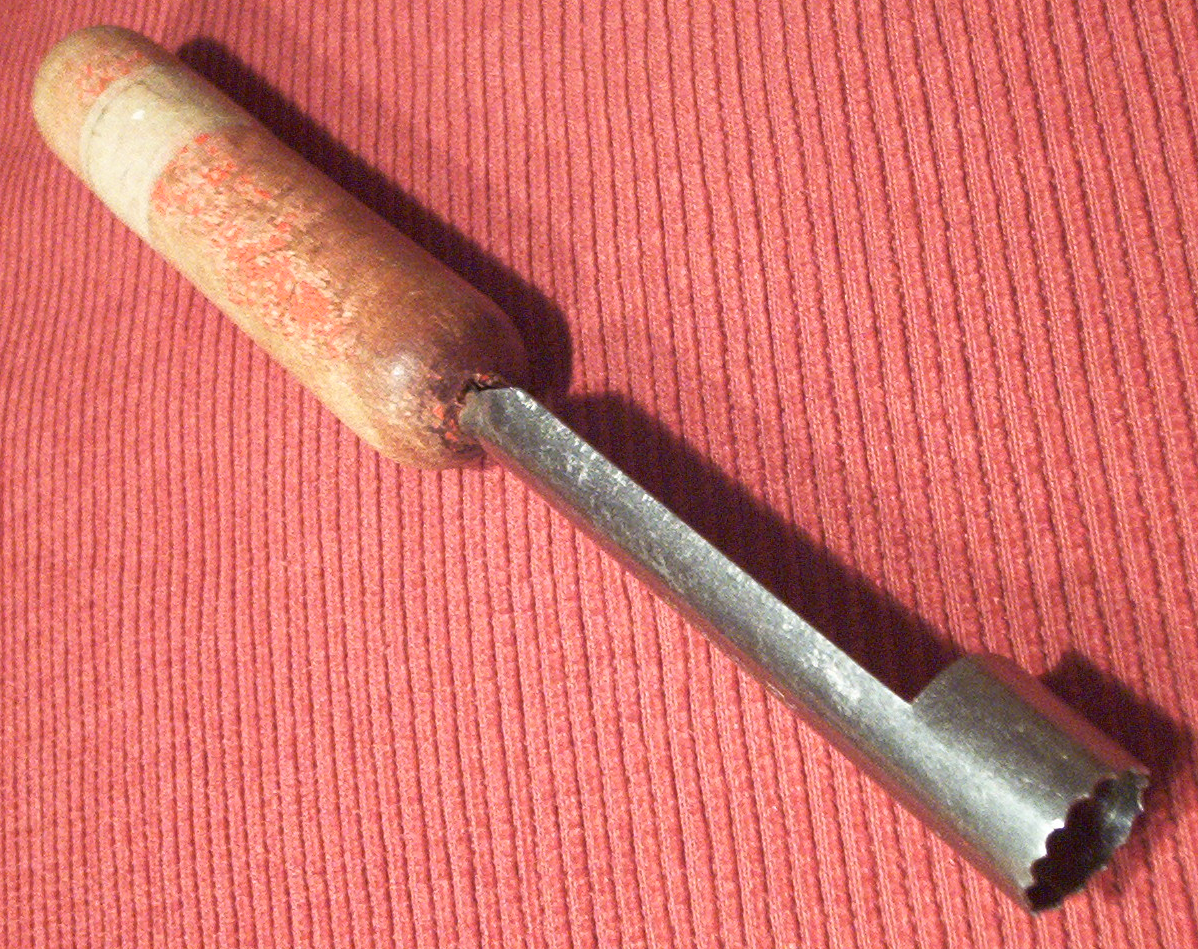
Foto van een eenvoudige appelboor.

Een appelboor is een keukenhulp waarmee het klokhuis van een (hele) appel kan worden verwijderd.
De boor heeft een rondgebogen mesje dat vanaf de steel tot de kroon door de appel kan worden gestoken. Door de lengte van het lemmet blijft het binnenste gedeelte aan de boor kleven, zodat dit kan worden verwijderd. Aan het einde van het lemmet is een hecht bevestigd om dit gereedschap goed te kunnen gebruiken.

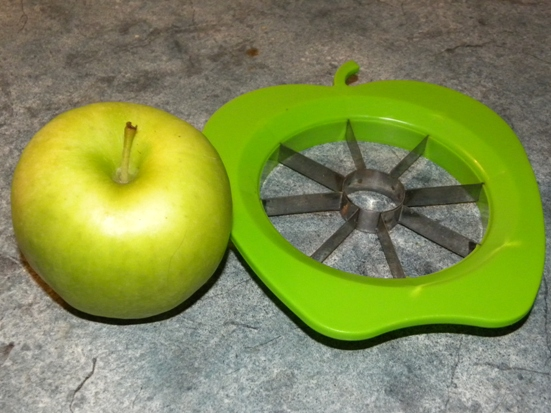
Foto van een appelboor die de appel gelijk in stukken snijdt.

De appelboor wordt gebruikt als men recepten met appels wil maken waarbij de vrucht in zijn geheel wordt gebruikt, zoals bij appelbollen. De uitgeboorde holte wordt dan vaak opgevuld met krenten, rozijnen en dergelijke. Maar ook voor het gebruik van appel in andere recepten, zoals appelflappen en appelbeignets is het handig om hiermee de klokhuizen te verwijderen, voordat de vruchten verder bewerkt worden. Men kan dan echter ook een partjessnijder gebruiken.